# Cuganus
Cuganus war ein antiker römischer Toreut (Metallbildner), der in der zweiten Hälfte des 1. Jahrhunderts, wahrscheinlich in Niedergermanien, tätig war.
Cuganus ist heute nur noch aufgrund zweier Signaturstempel auf einer Bronzekelle und einem Bronzesieb bekannt. Diese wurden beide in Bargteheide gefunden.

## Einzelbelege
1. ↑  Richard Petrovszky: Studien zu römischen Bronzegefäßen mit Meisterstempeln. Leidorf, Buch am Erlbach 1993, S. 254, Nr. C.33.01–02.

| Personendaten    | Personendaten            |
| ---------------- | ------------------------ |
| NAME             | Cuganus                  |
| KURZBESCHREIBUNG | antiker römischer Toreut |
| GEBURTSDATUM     | 1. Jahrhundert           |
| STERBEDATUM      | 2. Jahrhundert           |